# Vodeane, Kameanka-Dniprovska
Vodeane (în ucraineană Водяне) este o comună în raionul Kameanka-Dniprovska, regiunea Zaporijjea, Ucraina, formată numai din satul de reședință.

## Demografie
Componența lingvistică a comunei Vodeane
     Ucraineană (92,62%)
     Rusă (6,18%)
     Alte limbi (0,2%)
Conform recensământului din 2001, majoritatea populației comunei Vodeane era vorbitoare de ucraineană (92,62%), existând în minoritate și vorbitori de rusă (6,18%).